# Tania (album)
Tania è un album di Lighea pubblicato nel 2006. Contiene la hit estiva Ho, il primo singolo che ha anticipato l'uscita dell'album.

## Tracce
1. Dieci
2. Ho
3. Matilde
4. Teo non è una canzone
5. Tutto andrà bene
6. Io e lei
7. Il bello di te
8. L'amore a memoria
9. Sempre al limite
10. Undici novembre
11. Ho (portoghese)
12. Tutto andrà bene (portoghese)

## Formazione
- Lighea – voce
- Claudio Golinelli – basso
- Cristiano Micalizzi – batteria
- Massimo Varini – chitarra
- Mario Neri – tastiera
- Joe Chirchirillo – basso, programmazione
- Valter Vincenti – chitarra
- Gianni Neri, Marta Miniucci, Stefania Trabalza – cori